# Scoparia perplexella
Scoparia perplexella là một loài bướm đêm trong họ Crambidae.